# Оттава (народ)

Индейцы-оттава в резервации в Канзасе

Отта́ва (также одава; фр. Outaouais, англ. Ottawa и Odawa) — индейский народ, по языку относящийся к алгонкинской языковой семье. Наряду с оджибве и потаватоми входил в так называемый «Совет трёх огней» (англ. Council of Three Fires). 
Говорят на диалекте оджибвейского языка. Также распространены английский и французский.

## Название
Название народа происходит от алгонкинского слова ǎdāwe, что означает «торговать», «торговцы», так как этому народу принадлежала ведущая роль в межплеменной торговле в районе Великих озёр. Помимо того, они оставались основными торговыми партнёрами французов на протяжении почти всего периода французской колонизации Северной Америки. Названия оттава, возможно, означает «хранители огня», как и название народа потаватоми (англ. Pottawatomi), в основе которого также есть корень оттава.
Самоназвание — нишнаабе (диалектная форма от общего оджибвейского самоназвания «анишинабе»), что означает «настоящие люди». Иногда встречаются названия, данные оттава другими народами: андатоват (гуроны), удавак (пенобскот), икиа-йата (гуроны), ваганха — «заики» (ирокезы), ватававинини — «люди камышей» (абенаки).

## История и расселение

### Ранняя история
Устная традиция народов трёх огней (бывших когда-то единым народом) говорит, что первоначально они расселялись возле океана. На рубеже XIV-XV вв. наступает малый ледниковый период, что очевидно и стало причиной их миграции на запад и юго-запад. Часть осела на восточном побережье озера Гурон и в особенности на острове Манитулин, который ныне воспринимается как историческая родина племени. К 1500 году племя распространилось также на северное побережье озера Гурон, вплоть до среднего течения Оттавы, а к моменту появления французов ареал распространения достиг устья реки. К тому моменту их численность достигала примерно 8 тысяч человек (большая часть была сосредоточена на острове Манитулин).

### Новая история

Воин оттава, старинный французский рисунок

Оттава были одними из первых племён, с которыми установили контакт французы, и одними из первых, с кем они завязали торговые отношения. Однако роль торговых посредников была обусловлена не столько близостью к французским владениям. Основной причиной являлось удобное место проживания племени, позволявшее контролировать важнейшие водные пути региона. В начале 1630-х годов французы, столкнувшись с ирокезами, претендующими на роль основных торговых партнёров, начали продавать индейцам-оттава и гуронам огнестрельное оружие, которое они впоследствии также начали распространять среди своих союзников: оджибве, потаватоми, монтанье и других. По мере истребления пушной дичи на своих землях оттава начинают использовать это оружие для своей экспансии. В результате серии походов были оттеснены многие племена Мичигана. В результате войны оттава с маскутенами последние были практически полностью уничтожены, и впоследствии племя вымерло. Также под натиском алгонкинов Онтарио было вынуждено мигрировать племя шайеннов, проживавшее ранее на территории штата Висконсин.
Столь интенсивные военная экспансия оттава стала причиной негативного отношения к ним со стороны других племён региона. Так, например, представители оттава, посланные в 1633 году к виннебаго (с которыми они доселе не враждовали) для установления торговых отношений, были попросту убиты. Также это впоследствии становилось причиной серьёзных противоречий в рамках алгонкинского альянса, неоднократно собиравшегося французами против ирокезов. Позднее, однако, индейцы-оттава сами стали жертвами экспансии. Под натиском ирокезов многие вынуждены были мигрировать из региона Великих озёр, а часть осталась практически изолированной на острове Манитулин. И даже после заключения Монреальского мира оттава так и не смогли восстановить позиций, что было связано прежде всего с упадком канадской меховой торговли как таковой и с расширением непосредственно французского контроля над ней. Серьёзным ударом для оттава стало основание Гудзонской компании, которое привело к потере контактов с племенем кри, главными поставщиками меха посредникам-оттава. Однако они по прежнему оставались основными союзниками французов во всех конфликтах на территории Северной Америки (Войны фоксов, восстание дакота против французов, война королевы Анны, война короля Георга и других). Успешные действия оттава-оджибвейских отрядов против восставших в 1751 году племён помогли воссоздать распавшийся было алгонкинский альянс, выступивший позднее на стороне французов в начавшейся франко-индейской войне.
После изгнания французов из Канады именно вождь из племени оттава — Понтиак — стал инициатором восстания против англичан. Ставшие монопольными хозяевами региона, англичане отказались от традиционных подарков вождям и подняли цены на свои товары, чем вызвали недовольство не только среди традиционных французских союзников, но и среди ирокезов (и их вассалов), многие из которых поддержали восстание. Но, несмотря на важную роль оттава в восстании, основной действующей силой были племена долины Огайо, Кентукки и другие, на чьи территории претендовали поселенцы. И хотя многие воины-оттава оставались верны вождю, даже когда большая часть союзников его оставила, в конце концов Понтиак был убит своим же сородичем. Позднее индейцы-оттава выступали уже в качестве союзников англичан против американцев под предводительством Эгушева (до 1795 года) и Текумсе (до 1813 года).

### Современность
Положение, в котором находятся оттава по сей день, начало складываться в первой половине XIX века. Оттава, оставшиеся на территории США, стали постепенно вытесняться со своих земель. Несмотря на сопротивление, в 1860-х годах большая часть оттава Огайо и часть оттава Мичигана были перемещены на территории резерваций в Канзасе и Оклахоме. В дальнейшем проводилась политика постоянных переселений с уменьшением территорий резервации. Последняя была в 14 860 акров и располагалась в Оклахоме. Там же они живут и по сей день.
Канадские оттава, разделение с которыми началось ещё задолго до проведения границы между США и Канадой, вследствие расширения родственных и культурных связей последних с оджибве, а также бо́льшей вовлечённостью оттава Мичигана и Огайо в местные события и сохранения их культурной и этнической идентичности, оказались в лучшем положении. Резервации в Канаде стали создаваться позднее, чем в США, но и там оттава не избежали участи своих американских собратьев. Обременённые множеством договоров, они также вынуждены были уступить бо́льшую часть своих земель колонистам.
Однако в отличие от большинства индейцев, согнанных в резервации, индейцам-оттава изредка удавалось выигрывать иски против нарушаемых договоров, хотя часто решения суда саботировались местными властями. Организация самоуправления, необходимая для признания за оттава статуса нации, который в свою очередь необходим для признания договоров недействительными, долгое время встречает сопротивление со стороны властей. Всего на данный момент имеется 24 договора, заключённых в своё время между американцами и оттава.

## Культура
По типу культуры оттава, как и оджибвеи, относятся к индейцам Субарктики и северо-востока Северной Америки. Они были земледельцами, насколько позволял суровый северный климат и, несмотря на небольшое значение земледелия в их жизни, это также накладывало отпечаток на их культуру (порядок сезонных работ, праздники и т. п.). Большую роль в жизни оттава играла берёзовая кора, служившая основным материалом для постройки вигвамов — традиционных жилищ оттава, а также для постройки каноэ, бывших незаменимыми при их торговой специализации. Занимались обработкой кож, вязанием ковров, созданием небольших ремесленных поделок (в чём были весьма искусны) и препаратов традиционной медицины.
Система верований представляла собой форму тотемизма (слово тотем происходит из оджибвейского языка), во главе которой стоял Великий Дух — высший создатель. Стихии контролировали меньшие духи, которые также являлись покровителями и вершителями справедливости, помогая достойным людям и наказывая недостойных. В мифологии существовала фигура легендарного героя (Нанабожо), научившего людей всему необходимому в жизни. Сохраняются также традиционные обряды (танец бубна). Ранее была широко распространена практика вытягивания мочек ушей путём подвешивания на них тяжёлых серёг.
Существовало объединение знахарей и шаманов — мидевивин, во время своего расцвета имевшего очень большую власть. В общество принимались и мужчины, и женщины. Обучение состояло из восьми ступеней, после прохождения которых знахарь мог разбираться в лекарственных травах, лечить болезни и даже проводить сложные хирургические операции. Общество вело записи на берёзовой коре. С прибытием французов, которые стали бороться с традиционными культами, было сожжено несколько ценных свитков. Общество стало тайным. У оттава, как и у оджибве, существовали ловцы снов, однако были менее распространены.

## Хозяйство

Сбор дикого риса

Занимались ручным подсечно-огневым земледелием, выращивали маис, бобы, тыкву, подсолнечник и др. Однако земледелие не было основным источником питания. Предпочтение отдавалось дикому рису, произраставшему в больших количествах на озёрах региона, который собирали на каноэ. Другим видом собирательства являлся традиционный для тех мест сбор кленового сока. После окончания сельскохозяйственных работ индейцы собирались в большие группы для охоты на общих охотничьих угодьях. Охота и рыболовство в любое время оставалось (и до сих пор остаётся) важнейшим способом добычи пропитания. На данный момент оттава также занимаются плетением корзин на продажу и другими традиционными ремёслами, а также работают по найму.

## Социальная организация
В целом социальная организация такая же, как и у оджибве — поселения небольшие, по 300—400 человек, которые могли разбиваться на небольшие группы на время охотничьего сезона. Эти поселения могли обладать довольно большой политической независимостью. Общие же племенные собрания проводились очень редко и только по очень важным причинам. Однако, в отличие от оджибве, в основе рода оттава лежала матрилинейная группа, она не исключала и патрилинейного родства, однако она оставалась господствующей даже в XVIII веке. Это позволило предположить, что матриархальные отношения как стадия предшествовали патриархату других племён алгонкинов и что оттава выделились из единого народа аннишинабе, когда он находился на данной стадии развития социально-экономических отношений. Клановая система была очень развитой и разветвлённой, между разными кланами существовало своеобразное разделение труда.

## Вожди оттава
- Понтиак, руководитель индейского восстания XVIII век.
- Эгушева, предводитель индейцев в войнах с США конца XVIII века.
- Негвагон (также Небольшое Крыло), вождь оттава Мичигана, принявший сторону США в Войне за независимость.
- Первым белым, получившим жезл вождя из рук канадских индейцев, стал Гарольд Александер, генерал-губернатор Канады.